# 158-й меридіан західної довготи
158-й меридіан західної довготи — лінія довготи, що лежить на 158 градусів західніше Гринвіцького меридіана. Вона проходить від Північного полюса через Північний Льодовитий океан, Північну Америку, Тихий океан, Південний океан та Антарктиду до Південного полюса.
158-й меридіан західної довготи формує велике коло разом із 22-гим меридіаном східної довготи.

## Список географічних об'єктів, що перетинає 158° зх. д.
Починаючи на Північному полюсі та рухаючись до Південного полюса, 158-й меридіан західної довготи проходить через:
| Координати                                                   | Країна, територія або море | Примітки |
| ------------------------------------------------------------ | -------------------------- | --- |
| 90°0′ пн. ш. 158°0′ зх. д. / 90.000° пн. ш. 158.000° зх. д.  | Північний Льодовитий океан | |
| 70°50′ пн. ш. 158°0′ зх. д. / 70.833° пн. ш. 158.000° зх. д. | Чукотське море             | |
| 71°12′ пн. ш. 158°0′ зх. д. / 71.200° пн. ш. 158.000° зх. д. | США                        | Аляска |
| 58°38′ пн. ш. 158°0′ зх. д. / 58.633° пн. ш. 158.000° зх. д. | Берингове море             | Бристольська затока |
| 57°24′ пн. ш. 158°0′ зх. д. / 57.400° пн. ш. 158.000° зх. д. | США                        | Аляска — проходить через півострів Аляска |
| 56°30′ пн. ш. 158°0′ зх. д. / 56.500° пн. ш. 158.000° зх. д. | Тихий океан                | Проходить західніше острова Накчамік, Аляска, США Проходить східніше миса Кастл, Аляска, США проходить східніше острова Чанкліут, Аляска, США |
| 21°42′ пн. ш. 158°0′ зх. д. / 21.700° пн. ш. 158.000° зх. д. | США                        | Гаваї — проходить через острів Оаху |
| 21°18′ пн. ш. 158°0′ зх. д. / 21.300° пн. ш. 158.000° зх. д. | Тихий океан                | Проходить західніше острова Кіритіматі, Кірибаті                                                                                              |
| 8°56′ пд. ш. 158°0′ зх. д. / 8.933° пд. ш. 158.000° зх. д.   | Острови Кука               | Проходить через острів Пенрин[en] |
| 9°4′ пд. ш. 158°0′ зх. д. / 9.067° пд. ш. 158.000° зх. д.    | Тихий океан                | Проходить східніше острова Атіу[en], Острови Кука Проходить західніше острова Мангая, Острови Кука                                            |
| 60°0′ пд. ш. 158°0′ зх. д. / 60.000° пд. ш. 158.000° зх. д.  | Південний океан            | |
| 77°45′ пд. ш. 158°0′ зх. д. / 77.750° пд. ш. 158.000° зх. д. | Антарктида                 | Проходить через Територію Росса (претендує Нова Зеландія)                                                                                     |